# Фомичі (Куженерський район)
Фомичі́ (рос. Фомичи, марій. Помыч) — присілок у складі Куженерського району Марій Ел, Росія. Входить до складу Токтайбеляцького сільського поселення.

## Населення
Населення — 4 особи (2010; 12 у 2002).
Національний склад (станом на 2002 рік):
- марійці — 58 %
- росіяни — 42 %